# Музыка Таджикистана
Музыка Таджикистана связана с другими центральноазиатскими формами музыки. Классическая музыка — шашмаком, которая также характерна для Узбекистана. На юге Таджикистана существует особая форма народной музыки под названием фолк, которая исполняется на торжествах по случаю свадеб, обрезаний и других случаев.

## Таджикская музыка
Таджикская народная музыка традиционно делится на три стиля: памирский (Горно-Бадахшанская автономная область), центральный кухистони (Хисор, Куляб, Гарм) и северный согдийский стиль; последний является частью той же музыкальной культуры, что и соседние регионы Узбекистана (Кашкадарьинская область и Сурхандарьинская область). Существует много видов песен, как лирических, так и инструментальных, в том числе рабочие песни, церемониальные, похоронные, свадебные и музыкальные эпосы, особенно центрально-таджикская героическая легенда Гуругли.

### Гариби
Гариби — песня незнакомца, новшество начала XX века, посвященное работникам, которым пришлось покинуть свою страну.

### Праздничная музыка
Гульгардони — весенний праздник (также называемый Бойчечак), который включает в себя колядование праздничных песен в сопровождении дутара и дойры.
Сайри Гули Лола — праздник тюльпанов, который включает в себя сопровождение хоровой и танцевальной музыки. Самая важная песня этого праздника называется «Накши Калон».
Традиционную таджикскую свадебную музыку играют «созанда», профессиональные музыканты, в основном женщины, которые входят в состав ансамблей под названием даста.
Искусство национальных профессиональных музыкантов и танцоров «созанда» зародилось в то время, когда развивалась культура древних среднеазиатских городов и процветали ремесла. Искусство созанды широко распространено в Бухаре, Самарканде, Шахрисабзе и др.

### Бадахшан
Бадахшан — регион, населенный таджикскими исмаилитами, известными своей исполняемой духовной поэзией под названием «маддо». Лютни являются важной частью народной музыки таджиков Бадахшана.

## Музыкальные трактаты
Музыкальные трактаты содержат обширную информацию о таджикской музыкальной культуре. Первые музыкальные трактаты на дари и арабском языках были написаны на территориях восточного Хорасана при Саманидах. К этой категории можно отнести произведения выдающихся мыслителей того времени, такие как труды аль-Фараби «Китаб-у-ль-мусики-аль-кабир» и бесценные труды Ибн Сины. Ибн Сина уделял много внимания музыкальной проблематике в своих произведениях. В четвертом разделе «Данишнаме», отдельные части «Книги» Исцеления и «Книги Спасения» обсуждают музыкальные вопросы, а его «Трактат о филологии» посвящен именно теоретическим и практическим вопросам музыки. Аль-Фараби первым назвал терции созвучными, а Ибн Сина указал путь перехода от пифагорейских терций к терциям чистой организации.
Великий таджикский поэт и мыслитель XV века Джами также является автором «Музыкального трактата». В этот же период были созданы труд Зайн аль-Абидина Хусайни «Научно-практический закон музыки» и сборник «Джаме-уль-алхан», составленный Ходжой Абдул Кадиром. Все названные трактаты X—XV вв. считаются точными сочинениями. В них авторы проанализировали различные аспекты звука, его дубильные свойства.
Поэты XIX века уделяли особое внимание музыке. Ахмад Дониш, Иса Махдум и Абдул Кадирходжа Савда написали важные работы о музыке.